# Taulantiowie
Taulantiowie (gr.: Ταυλάντιοι, Taulántioi) – starożytne plemię iliryjskie zamieszkujące południowo-zachodnie tereny nad wschodnim brzegiem Morza Adriatyckiego. Obecnie tereny te znajdują się w Albanii.
Według mitologii greckiej Taulas (Tαύλας), jeden z sześciu synów Illyriosa, był eponimicznym przodkiem Taulantiów.
Taulantiowie żyli na adriatyckim wybrzeżu Ilirii (współczesna Albania), w sąsiedztwie miasta Epidamnos (współczesne Durrës). Ten lud odegrał ważną rolę w historii Ilirii w IV i III wieku p.n.e. za panowania Glaukiasa (ok. 335-302 p.n.e.). W czasie podboju Ilirii przez Rzym w r. 168 p.n.e. Taulantiowie otrzymali od zwycięzców zwolnienie od podatku za dochowanie jej wierności.